# Novossursk
Novossursk (en rus: Новосурск) és un poble de l'óblast d'Uliànovsk, a Rússia, que en el cens del 2010 tenia 111 habitants. Pertany al districte d'Inza.